# 島野俊一
島野 俊一（しまの しゅんいち、1981年1月5日 - ）は、日本の元男子バレーボール選手。

## 来歴
先輩の誘いを受け、高鷲中学1年よりバレーボールを始める。
1998年豊田合成トレフェルサ入団。2007年全日本代表に選出され、同年ワールドリーグに出場した。
2009年6月、豊田合成を退団。
2012年にVチャレンジリーグのジェイテクトSTINGSに入団。
2015年、2014/15シーズン終了をもって現役を引退した。引退後は社業に専念。

## 球歴
- 全日本代表 - 2007年
  - ワールドリーグ - 2007年

## 受賞歴
- 2002年 - V1リーグ 殊勲賞

## 所属チーム
- 岐南工業高校
- 豊田合成トレフェルサ (1998-2009年）
- ジェイテクトSTINGS（2012-2015年）